# Mysmena gibbosa
Mysmena gibbosa är en spindelart som beskrevs av Snazell 1986. Mysmena gibbosa ingår i släktet Mysmena och familjen Mysmenidae.
Artens utbredningsområde är Spanien. Inga underarter finns listade i Catalogue of Life.